# Pädagogische Hochschule des Saarlandes
Die Pädagogische Hochschule des Saarlandes war eine von 1968 bis 1978 bestehende saarländische Hochschule zur Ausbildung von Grund- und Hauptschullehrern mit Sitz in Saarbrücken.
Mit der französischen Besetzung des Saarlands musste auch die Lehrerausbildung für Volksschulen geregelt werden. Die Verfassung des Saarlandes vom 15. Dezember 1947 führte die Konfessionsschule und konfessionelle Lehrerbildungsanstalten in Seminarform (wie in Preußen bis 1925) ein. Für den katholischen Teil kam noch eine Geschlechtertrennung hinzu. Daher fand ab 1948 die Volksschullehrerbildung in den Seminaren Lebach für katholische Jungen, Blieskastel für katholische Mädchen, Ottweiler für evangelische Jungen und Mädchen statt. Die vierjährige Vorbereitungsphase verlängerte sich ab 1952 um ein Jahr, die Unterbringung erfolgte in Internaten.
Mit der Ablehnung des Saarstatuts 1955 entstanden neue Ideen zur Akademisierung der Lehrerbildung; schon im Mai 1956 wurden zwei konfessionelle Pädagogische Akademien in Saarbrücken gegründet: die katholische Peter-Wust-Hochschule und die evangelische Comenius-Hochschule. Für ein viersemestriges Studium wurde das Abitur verlangt und bald die Mindeststudiendauer auf 6 Semester verlängert. Doch sollte im Rahmen der bundesdeutschen Diskussion ohne die konfessionelle Orientierung eine wissenschaftliche Hochschule entstehen, wozu am 9. Juli 1969 die Landesverfassung geändert wurde. Zum Wintersemester 1968/69 zogen die Katholiken an den Waldhausweg 14 in Saarbrücken (heute Hochschule für Technik und Wirtschaft des Saarlandes), die evangelische Comenius-Hochschule folgte und beide wurden zur Pädagogischen Hochschule des Saarlandes vereinigt, um für das Lehramt an Grund- und Hauptschulen auszubilden. Hubert Rhode begleitete die Umgestaltung als Rektor bis 1971, ihm folgten Frank Werner Veauthier und Diether Breitenbach.
1978 wurde die Pädagogische Hochschule des Saarlandes aufgehoben, weil ihre Ausbildung akademischen Ansprüchen nicht hinreichend entsprach, und die Lehrerausbildung an die Universität des Saarlandes verlagert; nur die Ausbildung für die Grundschullehrkräfte sollte an den Pädagogischen Hochschulen in Koblenz und Landau in Rheinland-Pfalz erfolgen.